# Zodiaque de la cathédrale d'Amiens
Pour un article plus général, voir Cathédrale Notre-Dame d'Amiens.
 (janvier 2025).
Le zodiaque de la cathédrale d'Amiens est un ensemble de bas-reliefs situé sur les soubassements de la grande façade de la cathédrale Notre-Dame d'Amiens au niveau du portail Saint-Firmin (portail nord, de gauche). Il se présente comme une série de médaillons, sculptés sous forme de quatre-feuilles, et présente un calendrier agraire qui établit une correspondance entre les signes du zodiaque et les travaux des mois. Les sculptures se lisent par paire de dessins superposés, la représentation supérieure étant le signe zodiacal, et le dessin inférieur représentant les travaux du mois correspondant.

## Historique
L'ensemble de ces sculptures, souvent remarquablement bien conservées, date du début de la construction de la cathédrale gothique, c'est-à-dire entre 1220 et 1230 (règne de Louis VIII). Il est couramment appelé calendrier picard. Les personnages représentés travaillent à la campagne, ce qui se comprend, étant donné l'importante prédominance du monde rural à l'époque. Les personnages figurant au niveau des travaux des champs portent des vêtements différents d'après les saisons.

## Caractéristiques

### Soubassement gauche du portail Saint-Firmin

#### Les travaux de l'été
|  |  |

- Au signe du Cancer correspond la fauchaison (juin-juillet). Si le dessin est celui d'un crabe, c'est parce que le mot cancer provient du grec Καρκίνος (karkinos) qui signifie crabe. Celui-ci est représenté avec beaucoup de précision.
- C'est sous le signe du Lion que se déroule la moisson (juillet- août).
- A la Vierge correspond le battage des grains (août-septembre).

#### Les travaux de l'automne
- Sous le signe de la Balance, s'effectuent les vendanges (septembre-octobre).
- Au signe du Scorpion correspond le foulement des raisins (octobre-novembre).
- C'est sous le signe du Sagittaire qu'ont lieu les semailles (novembre-décembre).

|  |  |  |

|  |  |  |

### Soubassement droit du portail

#### Les travaux de l'hiver
|  |  |

- Le signe du Capricorne correspond à la salaison des viandes (décembre-janvier).
- Sous le signe du Verseau (janvier-février), on peut se faire servir à table... Le personnage représenté dans ce quadrilobe est un Janus bicéphale (le mot janvier provient du mot Janus). Il possède deux visages. Celui de gauche est celui d'un vieillard et représente les travaux de l'année écoulée ; celui de droite est un visage jeune et symbolise l'an nouveau.
- Sous le signe des Poissons (février-mars), les vieillards se chauffent en attendant la belle saison.

#### Les travaux du printemps
- Sous le signe du Bélier, les travaux au grand air reprennent (mars-avril), et d'abord les travaux de la vigne.
- Le signe du Taureau est mis en correspondance avec la chasse au faucon (avril-mai).
- Le signe des Gémeaux correspond au renouveau de la végétation (mai-juin). On peut prendre le temps de se reposer à l'ombre du feuillage. Le personnage représenté ici écoute le chant d'un oiseau et admire la nature.

|  |  |  |

|  |  |  |